# Pseudocoremia ampla
Pseudocoremia ampla är en fjärilsart som beskrevs av Hudson 1928. Pseudocoremia ampla ingår i släktet Pseudocoremia och familjen mätare. Inga underarter finns listade i Catalogue of Life.